# All-Star Game de la NBA 1979
El 29º All-Star Game de la NBA de la historia se disputó el día 4 de febrero de 1979 en el Pontiac Silverdome de la ciudad de Detroit, Míchigan, ante 31.745 espectadores. El equipo de la Conferencia Este estuvo dirigido por Dick Motta, entrenador de Washington Bullets y el de la Conferencia Oeste por Lenny Wilkens, de Seattle Supersonics. La victoria correspondió al equipo del Oeste, por 134-129, siendo elegido MVP del All-Star Game de la NBA el escolta de los Denver Nuggets David Thompson, que lideró al equipo del Oeste consiguiendo 25 puntos, 5 rebotes y 2 asistencias. Dos exjugadores de la ABA del equipo del Este pelearon por el galardón hasta el último momento, Julius Erving y George Gervin, que consiguieron 29 y 26 puntos respectivamente, protagonizando una gran remontada en el tercer cuarto en el que su equipo anotó 40 puntos. Otro veterano de la ABA, George McGinnis, consiguió anotar 16 puntos para el equipo ganador.
Este partido significó la despedida de un All-Star para dos futuros miembros del Basketball Hall of Fame, "Pistol" Pete Maravich y Calvin Murphy.

## Estadísticas

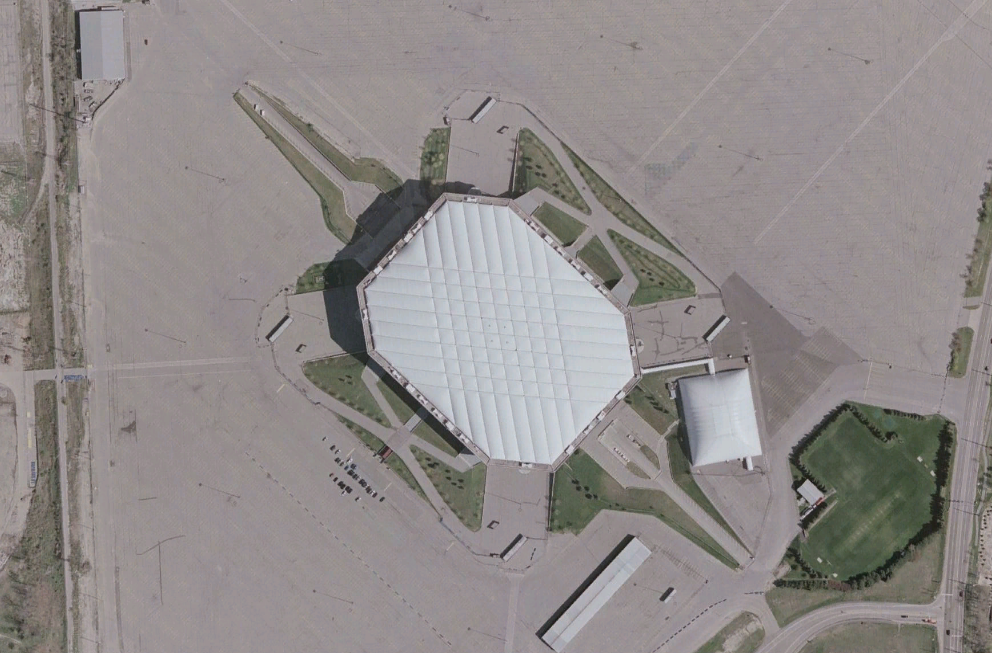
Vista aérea del Pontiac Silverdome, sede del All Star de 1979.

### Conferencia Oeste
| CONFERENCIA OESTE                |     |     |     |     |     |     |     |     |
| Jugador, Equipo                  | MIN | TCA | TCI | TLA | TLI | REB | AST | PTS |
| Marques Johnson, Milwaukee       | 20  | 3   | 11  | 4   | 6   | 6   | 2   | 10  |
| George McGinnis, Denver          | 25  | 5   | 12  | 6   | 11  | 6   | 3   | 16  |
| Kareem Abdul-Jabbar, Los Angeles | 28  | 5   | 12  | 1   | 2   | 8   | 3   | 11  |
| David Thompson, Denver           | 34  | 11  | 17  | 3   | 7   | 5   | 2   | 25  |
| Paul Westphal, Phoenix           | 21  | 8   | 12  | 1   | 2   | 1   | 5   | 17  |
| Otis Birdsong, Kansas City       | 14  | 4   | 6   | 1   | 2   | 2   | 0   | 9   |
| Walter Davis, Phoenix            | 19  | 4   | 9   | 0   | 0   | 4   | 4   | 8   |
| Artis Gilmore, Chicago           | 15  | 3   | 4   | 2   | 2   | 1   | 2   | 8   |
| Dennis Johnson, Seattle          | 27  | 5   | 7   | 2   | 2   | 1   | 3   | 12  |
| Maurice Lucas, Portland          | 19  | 4   | 10  | 2   | 2   | 7   | 1   | 10  |
| Jack Sikma, Seattle              | 18  | 4   | 5   | 0   | 0   | 4   | 0   | 8   |
| Totales                          | 240 | 56  | 105 | 22  | 36  | 45  | 25  | 134 |

MIN: Minutos. TCA: Tiros de campo anotados. TCI: Tiros de campo intentados. TLA: Tiros libres anotados. TLI: Tiros libres intentados. REB: Rebotes. AST: Asistencias. PTS: Puntos

### Conferencia Este
| CONFERENCIA ESTE            |                                        |                                        |                                        |                                        |                                        |                                        |                                        |                                        |
| Jugador, Equipo             | MIN                                    | TCA                                    | TCI                                    | TLA                                    | TLI                                    | REB                                    | AST                                    | PTS                                    |
| Julius Erving, Philadelphia | 39                                     | 10                                     | 22                                     | 9                                      | 12                                     | 8                                      | 5                                      | 29                                     |
| Rudy Tomjanovich, Houston   | 24                                     | 6                                      | 13                                     | 0                                      | 0                                      | 6                                      | 1                                      | 12                                     |
| Moses Malone, Houston       | 17                                     | 2                                      | 2                                      | 4                                      | 5                                      | 7                                      | 1                                      | 8                                      |
| Pete Maravich, New Orleans  | 14                                     | 5                                      | 8                                      | 0                                      | 0                                      | 2                                      | 2                                      | 10                                     |
| George Gervin, San Antonio  | 34                                     | 8                                      | 16                                     | 10                                     | 11                                     | 6                                      | 2                                      | 26                                     |
| Bob Dandridge, Washington   | 18                                     | 3                                      | 5                                      | 2                                      | 3                                      | 3                                      | 1                                      | 8                                      |
| Elvin Hayes, Washington     | 28                                     | 5                                      | 11                                     | 3                                      | 5                                      | 13                                     | 0                                      | 13                                     |
| Larry Kenon, San Antonio    | 7                                      | 1                                      | 3                                      | 1                                      | 2                                      | 2                                      | 1                                      | 3                                      |
| Bob Lanier, Detroit         | 31                                     | 5                                      | 10                                     | 0                                      | 0                                      | 4                                      | 4                                      | 10                                     |
| Calvin Murphy, Houston      | 15                                     | 3                                      | 5                                      | 0                                      | 0                                      | 1                                      | 5                                      | 6                                      |
| Campy Russell, Cleveland    | 13                                     | 2                                      | 8                                      | 0                                      | 0                                      | 1                                      | 0                                      | 4                                      |
| Doug Collins, Philadelphia  | Seleccionado, pero no jugó por lesión. | Seleccionado, pero no jugó por lesión. | Seleccionado, pero no jugó por lesión. | Seleccionado, pero no jugó por lesión. | Seleccionado, pero no jugó por lesión. | Seleccionado, pero no jugó por lesión. | Seleccionado, pero no jugó por lesión. | Seleccionado, pero no jugó por lesión. |
| Totales                     | 240                                    | 50                                     | 103                                    | 29                                     | 38                                     | 53                                     | 22                                     | 129                                    |

MIN: Minutos. TCA: Tiros de campo anotados. TCI: Tiros de campo intentados. TLA: Tiros libres anotados. TLI: Tiros libres intentados. REB: Rebotes. AST: Asistencias. PTS: Puntos